# Victoria (Buenos Aires)
Victoria is een stad in het Argentijnse bestuurlijke gebied San Fernando in de provincie Buenos Aires. Het vormt een deel van de agglomeratie Groot-Buenos Aires. De plaats telt ongeveer 40.000 inwoners.
De stad werd genoemd naar de Britse koningin Victoria. De stad is tevens de thuishaven van voetbalclub CA Tigre. 

## Geboren in Victoria
- Enrique Wolff (1949), voetballer